# Lookout Mountain (Tennessee)
Lookout Mountain – miasto w Stanach Zjednoczonych, w stanie Tennessee, w hrabstwie Hamilton.